# Ponts Nelson-Mandela
Les ponts Nelson-Mandela sont deux ponts, reliant les communes d'Ivry-sur-Seine et de Charenton-le-Pont, qui ont remplacé l'ancien pont de Conflans.

## Origine du nom
Ils portent le nom de Nelson Mandela, ancien président de l'Afrique du Sud, rendant hommage à ce héros sud-africain qui passa 28 ans en prison (1962-1990).

## Historique

### Pont de Conflans

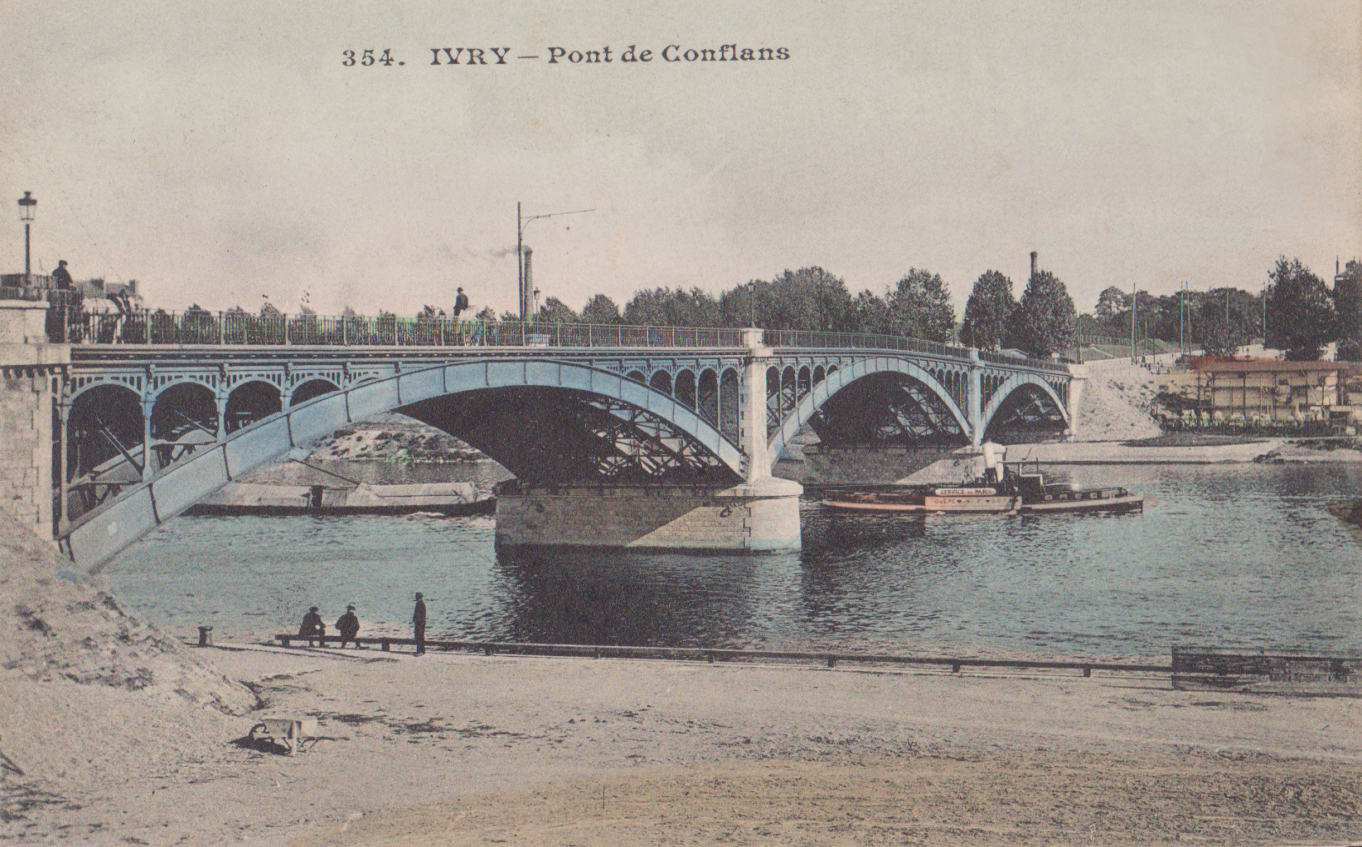
Le pont de Conflans au début du XXe siècle.

C'est en 1893 qu'un premier pont relie les communes d'Ivry-sur-Seine et de Charenton-le-Pont. Mais ce n'est qu'en 1898 que les travaux nécessaires au débouché vers la N 5, côté Charenton, sont entrepris.
Le pont de Conflans - nom provenant du proche confluent légèrement en amont - est constitué de trois arches métalliques de 180 m de long et de 12,50 m de large. Ce pont restera en usage jusque dans les années 1960, mais sa vétusté et le projet de l'autoroute de l'Est rendent la construction d'un nouveau pont nécessaire.

### Ponts Nelson-Mandela

Le pont Nelson-Mandela amont vu depuis l'aval.

Au début des années 1960, le pont de Conflans est déjà ancien et incompatible avec le futur tracé de l’autoroute de l’est sur la rive droite de la Seine. La construction des ponts Nelson-Mandela est alors décidée, puis entreprise en 1968 pour le pont aval et terminée en 1972. Cette même année l'ancien pont est détruit et commence la construction du pont amont qui s'achève en 1974.
Les deux ponts sont identiques. Ils sont constitués de trois travées en béton précontraint de 46, 66 et 46 m. La chaussée de 4 voies a 12 m de large. Ils ne constituent en réalité que deux demi ponts, leur réalisation ne représentant pas une charge financière accrue.
Leur tablier est constitué de deux poutres-caissons identiques, formées de voussoirs préfabriqués posés en encorbellement à partir des culées et des piles en rivière.
Ces deux ponts jumeaux français enjambent la Seine entre Ivry-sur-Seine et Charenton-le-Pont, à mi-chemin du confluent de la Seine et de la Marne, et de Paris:
- Le pont nord, en aval, part du croisement de la rue Westermeyer et du quai Jean-Compagnon, et le joint à la rue de l'Arcade, au croisement du quai de Bercy.
- Le pont sud, en amont, joint le croisement de la rue Lénine et du boulevard Paul-Vaillant-Couturier, à l'avenue de la Liberté, par la route départementale 154A.

La circulation automobile sur les deux ponts est à sens unique. Le pont amont relie la rive gauche à la rive droite, vers Charenton-le-Pont, tandis que la circulation sur le pont aval est dans le sens opposé, vers Ivry-sur-Seine.
Initialement nommés du même nom que le pont qu'ils ont remplacé, ils ont reçu le nom « Nelson-Mandela » par la suite.